# Liste der Kulturdenkmäler in Schwabenheim an der Selz
In der Liste der Kulturdenkmäler in Schwabenheim an der Selz sind alle Kulturdenkmäler der rheinland-pfälzischen Ortsgemeinde Schwabenheim an der Selz aufgeführt. Grundlage ist die Denkmalliste des Landes Rheinland-Pfalz (Stand: 3. April 2024).

## Denkmalzonen
| Bezeichnung             | Lage                                                                                  | Baujahr                 | Beschreibung | Bild                           |
| ----------------------- | ------------------------------------------------------------------------------------- | ----------------------- | --- | ------------------------------ |
| Denkmalzone Schulhäuser | Elsheimer Straße 1, Schulstraße 2, 4 Lage                                             | ab 1861                 | stadtbildprägendes Ensemble mit drei spätklassizistischen ehemaligen Schulhäusern von 1861, 1867 und 1879/80 | weitere Bilder Fotos hochladen |
| Denkmalzone Marktplatz  | Marktplatz 1, 5, 7, 2–8 (gerade Nummern), Mainzer Straße 1–17 (ungerade Nummern) Lage | 18. und 19. Jahrhundert | platzbildprägendes Ensemble des 18. und 19. Jahrhunderts im Erscheinungsbild um 1900 mit Kirche (1843/44), barockem Rat- und Backhaus (1742), Gasthäusern (barock und spätklassizistisch), barockem Vierseithof und Torfahrthäusern | weitere Bilder Fotos hochladen |

## Einzeldenkmäler
| Bezeichnung                         | Lage                                      | Baujahr                         | Beschreibung | Bild                           |
| ----------------------------------- | ----------------------------------------- | ------------------------------- | --- | ------------------------------ |
| Spritzenhaus                        | Elsheimer Straße, bei Nr. 1 Lage          | 1896                            | ehemaliges Spritzenhaus; Bruchsteinbau mit Schlauchturm, 1896, Architekt Ernst Schäfer, Ober-Ingelheim; ortsbildprägend | Fotos hochladen                |
| Kriegerdenkmal und Grabmal          | Ingelheimer Straße, auf dem Friedhof Lage | ab 1903                         | auf dem 1833 angelegten, mehrfach erweiterten Friedhof: - Grabmal Familie Luy, galvanoplastische Figur eines Todesengels, um 1903 - Kriegerdenkmal 1914/18, kräftiger, aufgetreppter Pfeiler mit Eckpilastern in neuklassizistischen Formen, 1921, Erweiterung 1957                                     | weitere Bilder Fotos hochladen |
| Rat- und Backhaus                   | Mainzer Straße 1 Lage                     | 1742                            | Barockbau mit Erdgeschosshalle, bezeichnet 1742 | Fotos hochladen                |
| Portal                              | Mainzer Straße, an Nr. 4 Lage             | 1603                            | Portal, Renaissancegewände, bezeichnet 1603 | Fotos hochladen                |
| Obermühle                           | Mainzer Straße 64 Lage                    | 18. und 19. Jahrhundert         | auch Schmahlsche Mühle; geschlossener Parallelhof, 18. und 19. Jahrhundert; barockes Wohnhaus, erste Hälfte des 18. Jahrhunderts; gotisierende ehemalige Mühlengebäude, nach der Mitte des 19. Jahrhunderts                                                                                             | Fotos hochladen                |
| Marktbrunnen                        | Marktplatz Lage                           | 1892                            | Marktbrunnen, Gusseisen, 1892 | Fotos hochladen                |
| Evangelische Pfarrkirche            | Marktplatz 1 Lage                         | 1843/44                         | spätklassizistischer Saalbau, 1843/44; ortsbildprägend | weitere Bilder Fotos hochladen |
| Gasthaus „Stadt Mainz“              | Marktplatz 4 Lage                         | 1747                            | Barockbau, bezeichnet 1747, Anbau mit ehemaligem Tanzsaal 1864 | Fotos hochladen                |
| Haus zum Engel                      | Marktplatz 8 Lage                         | 18. und 19. Jahrhundert         | Vierseithof, 18. und 19. Jahrhundert; barocker Krüppelwalmdachbau, bezeichnet 1752, im Kern älter (16. oder 17. Jahrhundert), Kelterhaus bezeichnet 1711 | Fotos hochladen                |
| Hofanlage                           | Schulstraße 23 Lage                       | 18. oder frühes 19. Jahrhundert | Hofanlage, 18. oder frühes 19. Jahrhundert; barocker Krüppelwalmdachbau | Fotos hochladen                |
| Katholische Kirche St. Bartholomäus | Zur Probstei 1 Lage                       | um 1000                         | ehemalige Propsteikirche; im Kern vorromanischer Saalbau, wohl um 1000, mehrfach umgebaut; auf dem ehemaligen Friedhof barocke Grabsteine, 17. und 18. Jahrhundert | Fotos hochladen                |
| Benediktinerpropstei                | Zur Probstei 2 Lage                       | 18. und 19. Jahrhundert         | ehemalige Benediktinerpropstei; von Bruchsteinmauer (1676?) umschlossene weitläufige Anlage; herrenhausartiger barocker Walmdachbau, bezeichnet 1709, Ausstattung erhalten; parkartiger Garten mit Barockpavillon, wohl aus der zweiten Hälfte des 18. Jahrhunderts, Wirtschaftsgebäude 1899, Toranlage | Fotos hochladen                |